# ラエヴィソウーリサス卵科
ラエヴィソウーリサス卵科（学名 : Laevisoolithidae）は、Ornithoid-ratite形態型に属する卵化石の卵科。卵殻は滑らかで非常に薄く、通常は1ミリメートル未満の厚さである。ラエヴィソウーリサス卵科は、エナンティオルニス類の卵である可能性がある。本科の卵はフランスのグレ・ア・レプタイル層とモンゴルのネメグト層で発見された。